# Jerry Lawson
Jerry Lawson, właśc. Gerald Anderson Lawson (ur. 1 grudnia 1940, zm. 9 kwietnia 2011) – amerykański inżynier elektronik i jeden z niewielu afroamerykańskich inżynierów z lat 70. XX wieku. Jest znany z pracy przy projektowaniu konsoli do gier wideo Fairchild Channel F, a także z wynalezienia kartridży.

## Życiorys

### Wczesne życie
Lawson urodził się w Brooklynie w Nowym Jorku 1 grudnia 1940 roku. Jego ojciec Blanton był sztauerem, podczas gdy jego matka Mannings pracowała w administracji miejskiej, a także działała w radzie miejscowej szkoły i zapewniła synowi dobre wykształcenie. Oboje zachęcili go, aby zainteresował się naukami ścisłymi, w szczególności prowadzeniem amatorskiego radia oraz chemią.  Lawson powiedział, że jego nauczyciel z pierwszej klasy pomógł mu podążyć ścieżką kariery George’a Washingtona Carvera. W szkole średniej zarabiał, naprawiając telewizory. Uczęszczał zarówno do Queens College, jak i City College of New York, ale nie ukończył ich i nie uzyskał żadnego dyplomu.

### Kariera

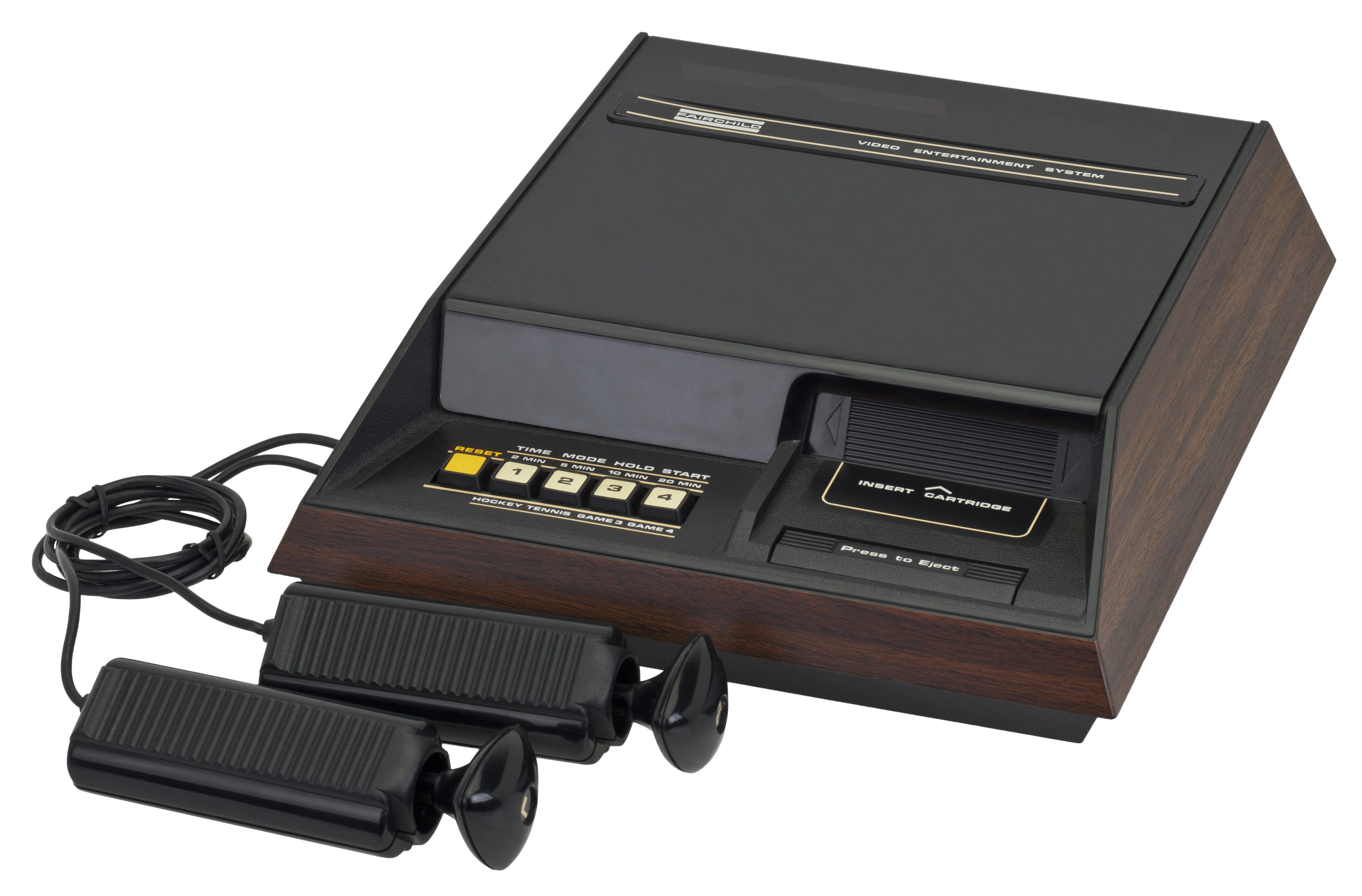
Fairchild Channel F z gniazdem kartridża po prawej stronie urządzenia

W 1970 roku dołączył do Fairchild Semiconductor w San Francisco jako konsultant ds. inżynierii aplikacji w dziale sprzedaży. Tam stworzył wczesną grę arcade Derby Demolition oraz został dyrektorem ds. inżynierii i marketingu w dziale gier wideo Fairchild. Kierował opracowaniem konsoli Fairchild Channel F, wydanej w 1976 roku i zaprojektowanej specjalnie po to, aby używać wymiennych kartridżów z grami. W owym czasie większość konsol do gier miała zaprogramowane gry przechowywane na pamięci ROM wlutowanej na stałe, której nie można było usunąć. Lawson i jego zespół wymyślili jak przenieść ROM do kartridża, który można wielokrotnie wkładać i wyjmować z konsoli, bez porażenia użytkownika prądem. Umożliwiło to użytkownikom gromadzenie biblioteki gier i zapewniło nowe źródło przychodów producentom konsoli, dzięki sprzedaży tych gier. Wynalezienie przez Lawsona wymiennego kartridża było tak nowatorskie, że każdy wyprodukowany przezeń kartridż musiał zostać zatwierdzony przez Federal Communications Commission. Channel F nie był sukcesem komercyjnym, ale jego rozwiązanie wykorzystali inni producenci, w tym Atari w swojej konsoli Atari 2600 wydanej w 1977 roku.
Podczas pracy w Fairchild, Lawson i Ron Jones byli jedynymi czarnoskórymi członkami Homebrew Computer Club, grupy wczesnych hobbystów komputerowych, do której należeli między innymi założyciele Apple – Steve Jobs i Steve Wozniak. Lawson wspominał, że przeprowadził rozmowę kwalifikacyjną z Wozniakiem na stanowisko w Fairchild, ale go nie zatrudnił.
W 1980 roku Lawson opuścił Fairchild i założył Videosoft, przedsiębiorstwo zajmujące się rozwojem gier komputerowych, które we wczesnych latach 80. XX wieku tworzyło oprogramowanie dla Atari 2600, gdyż ta ostatnia konsola przyćmiła swoją popularnością Fairchild Channel F. Videosoft został zamknięty około pięć lat później, a Lawson zaczął pracować jako konsultant. W pewnym momencie pracował ze Stevie Wonderem nad stworzeniem zegara „Wonder Clock”, który budziłby dziecko dźwiękiem głosu rodzica, choć nigdy nie doszło do produkcji. Lawson pracował później z programem mentorskim Stanford i przygotowywał się do napisania książki o swojej karierze.
W marcu 2011 roku został uhonorowany przez International Game Developers Association (IGDA) jako pionier branży gier komputerowych.

### Śmierć
Około 2003 roku zaczął mieć problemy zdrowotne związane z cukrzycą, wskutek czego musiano mu amputować nogę i stracił wzrok w lewym oku. 9 kwietnia 2011 roku, około miesiąc po uhonorowaniu przez IGDA, zmarł na skutek powikłań związanych z cukrzycą. W chwili śmierci przebywał w Santa Clara w Kalifornii. Zostawił żonę, dwoje dzieci i brata.